# Берген-стрит (линия Истерн-Паркуэй, Ай-ар-ти)
|   |
| л |
| э |
|   |
| э |
| л |
|   |

|   |
| л |
| э |
|   |
| э |
| л |
|   |

«Берген-стрит» (англ. Bergen Street) — станция Нью-Йоркского метрополитена, расположенная на линии Истерн-Паркуэй, Ай-ар-ти. Станция находится в Бруклине, в округе Парк Слоуп, на пересечении Берген-стрит и Флатбуш-авеню. На станции останавливаются маршруты: 2 (круглосуточно), 3 (круглосуточно, кроме ночи) и 4 (ночью). Станцию проходят без остановки маршруты 4 (круглосуточно, кроме ночи) и 5 (в будни днём).
Станция расположена на участке, где линия Истерн-Паркуэй и линия Брайтон проходят параллельно. На самой станции находятся две боковых платформы, обслуживающие два локальных пути линии Истерн-Паркуэй. Ближе к оси станции расположены стены, между ними два экспресс-пути той же линии (маршруты 4 круглосуточно, кроме ночи, и 5 часть рейсов в часы пик в пиковом направлении), а между ними, на более низкой отметке, — два пути линии Брайтон. Все пути, проходящие между стенами, поднимаются к востоку таким образом, что экспресс-пути линии Истерн-Паркуэй оказываются на уровне платформ на западном конце станции, а пути линии Брайтон — на восточном. Платформы оформлены мозаикой.
Станция имеет единственный выход, расположенный в центре платформ. Турникетный павильон представлен только полноростовыми турникетами и располагается прямо на уровне платформ. Оттуда в город ведут лестницы. Платформа в сторону Манхэттена имеет выход к северным углам перекрестка Берген-стрит и Флатбуш-авеню, а в сторону Франклин-авеню — к южным. Никакого соединения между платформами не имеется.